# Bettegney-Saint-Brice
Bettegney-Saint-Brice è un comune francese di 136 abitanti situato nel dipartimento dei Vosgi nella regione del Grand Est.

## Società

### Evoluzione demografica
Abitanti censiti